# Fonte degli Appicciati
La Fonte degli Appicciati è uno dei tre lavatoi che, in tempi passati, erano a disposizione della città di Montalcino, in provincia di Siena.

## Storia
Il complesso fu costruito tra il XII ed il XIV secolo. Il nome delle fonti deriva da una terribile leggenda che riguarda la guerra di Siena. La leggenda narra che il capitano spagnolo Don Loja, cacciato da Montalcino il 27 luglio 1552 da una sommossa popolare, a seguito della rivolta senese, abbia inciso una croce su una pietra sotto la prima torre della fortezza e fatto voto di tornare per dare una lezione al popolo ribelle. Per rispettare la “promessa fatta”, egli tornò in avanscoperta il giorno del lunedì santo dell’anno seguente. Il capitano tuttavia non riuscì nel suo intento: gli fu tagliata la testa, durante uno scontro davanti alla fonte, da un fendente condotto dal cavaliere Panfilo dell’Oca accorso in aiuto del capitano Andrea Spagni. Quando il 27 marzo 1553 il potente esercito spagnolo, al comando di Don Garcia di Toledo, pose assedio a Montalcino, quest’ultimo fu accolto da numerose teste spagnole issate sulle picche: da qui "appicciati".
La fonte era utilizzata principalmente per lavare i panni, prendere l’acqua per bere ed abbeverare i cavalli, muli ed asini. Era utile, anche, per il rifornimento dell’acqua per lo svolgimento di molteplici attività industriali che si svolgevano all’interno delle mura.
Il suo ruolo fondamentale per la popolazione è durato fino agli anni 50' del '900, quando l'acqua iniziò ad arrivare proprio all'interno delle case ed iniziarono a diffondersi gli elettrodomestici. Da lì in poi inizierà un periodo di degrado per questa, come per le altre, che caddero in rovina. Nel primo decennio del secondo millennio, il Comune di Montalcino si impegnò a ristrutturare questa struttura, insieme a quella delle Fonti Castellane.

## Descrizione
La fonte si trova appena fuori dalle mura di Montalcino, sulla vecchia strada che dalla Val d’Orcia conduceva alla Porta Cerbaia (al di sotto SP14 “Traversa dei Monti”). Il complesso, quasi interamente in pietra, è costituito da tre vasche: quella a sinistra (più grande) e quella al centro (più piccola) sono semplici vasche senza copertura, difese solamente da un muro di contenimento del terreno che naturalmente scende verso il basso. La vasca a destra (più complessa) presenta un arco in mattoni, ed una copertura ed un muro di contenimento in pietra. Quest’ultima è rialzata rispetto alle altre e si raggiunge attraverso una scalinata in pietra.